# Avis (entreprise)
Pour les articles homonymes, voir Avis.
Avis, plus exactement Avis Rent a Car, est une entreprise américaine de location de voitures, filiale de la multinationale américaine Avis Budget Group, qui gère la marque Avis.
L'entreprise est également le partenaire principal du club turc de Fenerbahçe SK.

## Histoire
AVIS est créée en 1946 par Warren Avis (4 août 1915 - 24 avril 2007) aux États-Unis. Initialement implantée à l'aéroport de Willow à Détroit, AVIS devient en 1953 la deuxième compagnie de location de véhicules aux États-Unis. En 1956, pour son dixième anniversaire, AVIS ouvre ses premiers bureaux a l’international (Europe, Canada et Mexique).
L'entreprise AVIS a appartenu, au gré de rachats, à un grand nombre d'entreprises différentes, dont International Telephone and Telegraph, Beatrice Foods, General Motors et Cendant (en).
Le 3 octobre 2011, Avis Budget Group rachète les parts d'Avis Europe, entreprise indépendante détenue depuis 1986 par le groupe Belge D'Ieteren et qui exploite la marque Avis sous licence.
Le slogan 'We try harder' (Décidés à faire mille fois plus) créé en 1962 est toujours en usage.

## Implantations commerciales
Aujourd'hui, Avis est présent dans 163 pays avec 5 000 agences de location à travers la planète . En France, Avis dispose de 526 points de location.[réf. nécessaire]

## Dans la fiction
- Dans le film Demain ne meurt jamais, Bond termine sa course poursuite avec les malfrats de Carver en envoyant sa voiture dans la devanture d'un magasin Avis.